# كبر جودكي (شيروان)
کبر جودکي (بالفارسية: کپرجودکی) هي مستوطنة تقع في إيران في قسم شیروان الريفي. يقدر عدد سكانها بـ 355 نسمة .